# Diango Cissoko
Pour les articles homonymes, voir Cissoko.
 (février 2020).
Diango Cissoko, né en 1948 et mort le 4 avril 2022 à Bamako, est un homme d'État malien, Premier ministre de transition du 11 décembre 2012 au 5 septembre 2013.
Administrateur civil diplômé de l'École nationale de l'administration du Mali (Section administration générale), Diango Cissoko est titulaire d'un doctorat d'État en droit de l'université de Rouen.

## Biographie

### Carrière professionnelle
Dans l'administration malienne, il a été successivement :
- Directeur des services pénitentiaires et directeur de la prison centrale de Bamako ;
- Directeur national de la Fonction publique et du personnel ;
- Directeur de cabinet du ministre du Travail et de la Fonction publique et membre de la Commission nationale de réforme administrative ;
- Ministre de la Justice, Garde des Sceaux ;
- Secrétaire général de la présidence de la République ;
- Gouverneur suppléant du FMI, de la Banque mondiale, de la Banque islamique de développement (BID), de la Banque africaine de développement (BAD), du Fonds africain de développement (FAD), et gouverneur de la Banque mondiale ;
- Administrateur civil au ministère de l’Administration territoriale et des Collectivités locales ;
- Directeur de cabinet du Premier ministre ;
- Médiateur de la République.

À signaler que Diango Cissoko a enseigné dans plusieurs grandes écoles de la place telle que :
- l’École des hautes études pratiques(EHEP) ;
- l’École nationale d'administration (ENA) ;
- l’École nationale d'ingénieurs (ENI) ;
- l’Institut de gestion et de langues appliquées aux métiers (IGLAM) ;
- le Centre de formation et d'appui conseil pour le développement local (DELTA-C) ;
- l’université de Bamako[réf. souhaitée].

## Publications
Diango Cissoko est auteur de plusieurs publications sur entre autres thèmes le droit pénal général et la science pénitentiaire, la rédaction administrative, la justice, la fonction publique, la science administrative. Son ouvrage intitulé Rédaction administrative publié en 2005 a été honoré par le prix Malouet (2006)de l'Académie des sciences morales et politiques de l’Institut de France.
Diango Cissoko est membre de plusieurs organismes internationaux, tels l'Institut international de droit d'expression et d’inspiration françaises (IDEF), l’Association internationale de la fonction publique (AIFP), le Groupe de travail franco-africain sur la gouvernance au Sud.
Diango Cissoko est officier de l’ordre national du Mali.